# Ephies gressitti
Ephies gressitti là một loài bọ cánh cứng trong họ Cerambycidae.